# Песнь о Хлёде
«Песнь о Хлёде» (исл. Hlöðskviða; другое название — «Песнь о битве готов с гуннами») — одна из поэм, входящих в состав «Старшей Эдды», но не включённых в «Королевский кодекс». Её текст частично сохранился в составе «Саги о Хервёр и Хейдреке», а утраченная часть, предположительно, пересказывается в этой саге.
Песнь рассказывает о вражде двух единокровных братьев — Ангантюра и Хлёда, сыновей Хейдрека. Первый из них наследует отцу, конунгу готов, а второй, рождённый в земле гуннов дочерью местного конунга Хумли, требует от брата половину всего наследства. Ангантюр соглашается выделить треть готских земель и щедрые дары для войска, но воспитатель Хейдрека Гицур Старый оскорбляет Хлёда, назвав его сыном рабыни. Тот уезжает. Следующей весной начинается война: огромная амия гуннов вторгается в земли готов. Сестра Ангантюра Хервёр погибает в схватке у пограничной крепости, но в решающей битве готы одерживают победу. Ангантюр убивает Хлёда в поединке.
Исследователи полагают, что «Песнь о Хлёде» основана на одном из древнейших готских сказаний, следы которого заметны в англосаксонской поэме «Видсид», в «Деяниях данов» Саксона Грамматика. В основе сюжета исторические события, но неясно, какие именно: звучат предположения о битве на Каталаунских полях, о событиях в Восточной Европе.